# الغدل (السوم)

تعديل مصدري - تعديل

الغدل هي إحدى قرى عزلة السوم بمديرية السوم التابعة لمحافظة حضرموت، بلغ تعداد سكانها 337 نسمة حسب تعداد اليمن لعام 2004.